# Oedicladium fragile
Oedicladium fragile är en bladmossart som beskrevs av Jules Cardot 1905. Oedicladium fragile ingår i släktet Oedicladium och familjen Myuriaceae. Inga underarter finns listade i Catalogue of Life.